# كنوت فيكسل
يوهان غوستاف كنوت فيكسل (ولد في 20 ديسمبر عام 1851 وتوفي في 3 مايو عام 1926). كان خبيرًا اقتصاديًا سويديًا في مدرسة ستوكهولم. أثرت إسهاماته الاقتصادية في كل من المدرسة النمساوية للاقتصاد والنظرية الكينزية للفكر الاقتصادي. كان متزوّجًا من النسوية المشهورة آنا بوغ.

## النشأة
ولد فيكسل في ستوكهولم في 20 ديسمبر عام 1851. كان والده رجل أعمال ناجح وسمسار عقارات. فقد فيكسل والديه في عمر مبكر نسبيًا. توفيت والدته عندما كان في السادسة من عمره، أما والده فتوفي عندما كان في الخامسة عشر. سمح له ما تركه والده من أملاك بالالتحاق بجامعة أوبسالا في عام 1869 لدراسة الرياضيات والفيزياء.

## تعليمه
تلقى شهادته الأولى في غضون عامين، والتحق بالدراسات العليا حتى عام 1885، عندما تلقى شهادة الدكتوراه في الرياضيات. في عام 1887، حصل فيكسل على منحة للدراسة في أوروبا، حيث سمع محاضرات الاقتصادي كارل مينغر في فيينا في السنوات اللاحقة، بدأت اهتماماته بالتحول تجاه العلوم الاجتماعية، خصوصًا الاقتصاد

## عمله كمحاضر
بكونه محاضرًا في جامعة أوبسالا، جذب فيكسل الاهتمام نحوه نتيجة آرائه حول العمالة. في إحدى محاضراته، بغض فيكسل السُّكر والبغاء بوصفهما أفعالًا منفرة ومهينة ومُفقرة. على الرّغم من معرفته بعض الأحيان بكونه اشتراكيًا، إلا أن حله للمشكلة كان مالتوسيًا قطعًا (عقيدة اقتصادية تشير إلى أن الضغط السكاني يؤدي إلى انتشار الفقر والجوع في العالم) بدعوته إلى تحديد النسل، وهو الرأي الذي دافع عنه حتى مماته. جذبت أفكاره إلحادة بعض الاهتمام، إلا أن مؤلفه الأول في الاقتصاد «القيمة ورأس المال والإيجار» عام 1892، لم يجلب أي اهتمام بتاتًا. في عام 1896، نشر مؤلّفه «دراسات في نظرية المالية العامة» وطبق أفكار النظرية الحدّية والضريبة التصاعدية والسلع العامة وجوانب أخرى للسياسة العامة، ليلقي مزيدًا من الضوء عليه.
تزوج فيكسل من آنا بوغ عام 1887. كان الاقتصاد في السويد تلك الفترة يدرّس بكونه جزءًا من كلية الحقوق، لم يتمكن فيكسل من الحصول على أستاذية إلا بعد حصوله على شهادة في القانون. تبعًا لذلك، عاد إلى جامعة أوبسالا حيث أكمل دراسة السنوات الأربع في القانون وأنهاها في سنتين، وأصبح أستاذًا مساعدًا في الجامعة عام 1899. في السنة التالية، أصبح أستاذًا متفرغًا في جامعة لوند، حيث أخرج هناك أكثر أعماله المؤثرة.
بعد إلقائه محاضرةً عام 1908 يهجو فيها الولادة العذرية للمسيح، اعتبر فيكسل مذنبًا بتهمة ازدراء الأديان وحوكم بالسجن مدة شهرين.

## أواخر حياته
في عام 1916، تقاعد من منصبه في جامعة لوند وتسلّم منصبًا في جامعة ستوكهولم يقدم فيه المشورة للحكومة فيما يخص المشاكل المالية والمصرفية. في ستوكهولم، ربط فيكسل نفسه مع اقتصاديين مستقبليين آخرين بما أسماه «مدرسة ستوكهولم»، مثل بيرتل أولين وغونار ميردل وإيريك ليندال. درّس داغ همرشولد، والذي عمل فيما بعد أمينًا عامًا لدى الأمم المتحدة.
توفي فيكسل عام 1926 خلال كتابته عمله الأخير حول «نظرية الاهتمام».

## أعماله

### تأثيراته
كان فيكسل عاشقًا لكل من نظرية ليون والراس (مدرسة لوزان)، والنظرية النمساوية ليوجين بوم فون باويرك، وأفكار ديفيد ريكاردو، وسعى إلى إيجاد تآلف بين رؤى النظريات الثلاثة للاقتصاد. أدى عمل فيكسل لإيجاد نظرية اقتصادية تآلفية إلى اكتسابه لقب «اقتصادي الاقتصاديين». على سبيل المثال، على الرغم من طرح النظرية الحدية -التي تقتضي أن النفقات على عناصر الإنتاج توازن الإنتاجية الحدية- من قبل آخرين مثل جون بيتس كلارك، إلا أن فيكسل استطاع القدوم بمثيل أكثر متانة لذلك المبدأ، كما يعود أغلب فهمنا الحالي للنظرية إلى نموذج فيكسل. تبقى نظرية فيكسل (1898، 1906) «العمليات التراكمية» حول التضخم التّقلب الحاسم الأول في فكرة كون المال مجرد «ستار» حسب مبدأ ساي (قانون الأسواق).
متوسعًا في بحث ريكاردو حول توزيع الدخل، توصل فيكسل إلى أنه حتى الاقتصاد المتحرر تمامًا غير معد لمساواة الثروة كما افترض عدد من سابقيه. بدلًا من ذلك، افترض فيكسل بأن الثروة الناتجة عن النمو ستوزع لأولئك الذين كانوا أثرياء منذ البداية. من هنا، ومن مبادئ النظرية الحدية، دافع فيكسل عن فكرة وجود مكان للحكومة تتدخل فيه لتحسين الرفاه الاجتماعي. أثر فيكسل في مجال إقامة اقتصاد سياسي دستوري. ألقى عمله على النظرية المالية «نظرية الدراسات المالية» الضوء على أهمية القواعد التي يتم من خلالها اتخاذ الخيارات من قبل عملاء العاملين في السياسة، وأدرك أن جهود إعادة الهيكلة يجب توجيهها نحو تغييرات في قواعد اتخاذ القرارات بدلاً من محاولة التأثير على سلوك الجهات الفاعلة.

### الفائدة والأسعار (1898)
كانت أكثر إسهامات فيكسل تأثيرًا هي نظريته حول الفائدة، والتي نُشرت لأول مرة باللغة الألمانية تحت اسم «Geldzins und Güterpreise» عام 1898. صدرت النسخة المترجمة إلى الإنجليزية عام 1936، وهي ترجمة حرفية للنص الأصلي تُقرأ تحت عنوان «الفائدة المالية وأسعار السّلع». اخترع فيكسل مصطلح «المعدل الطبيعي للفائدة» وعرّفه بكونه معدل الفائدة التي يتناسب مع مستوى سعر مستقر. في حال هبوط معدل الفائدة تحت المستوى الطبيعي، فمن المرجح حصول التضخم، وفي حال زاد معدل الفائدة عن حده الطبيعي، فهذا سيؤدي إلى انكماش في الإنتاج. يضمن معدل الفائدة الذي يتوافق مع المعدل الطبيعي توازنًا في سوق السلع ويؤدي إلى استقرار مستوى السعر. تبنت المدرسة النمساوية هذه النظرية وعملت على توسيعها، والتي وضعت نظرية تقول أن الازدهار الاقتصادي حصل عندما هبط معدل الفائدة إلى ما دون المستوى الطبيعي غير المعاق لسعر سوق المال.

### العملية التراكمية
تتضمن إحدى إسهاماته المعروفة باسم «العملية التراكمية» بأنه في حال لم يكن المعدل الطبيعي للفائدة مساويًا للمعدل الطبيعي للقروض، فإن الطلب على الاستثمار والادخار سيختلف. في حال كان معدل الفائدة ما دون المعدل الطبيعي، سيحدث تضخم اقتصادي، وسترتفع الأسعار مع ثبات باقي العوامل. أوحت تلك الفكرة بالنظرية الأولى لـ«المال الداخلي»، وهو المال الناتج عن العمليات الضمنية للاقتصاد، عوضًا عن عوامل خارجية، ومن وقتها تعددت النظريات حول المال الداخلي.
تبقى نظرية فيكسل (1898، 1906) «العمليات التراكمية» حول التضخم التّقلب الحاسم الأول في فكرة كون المال مجرد «ستار». تعود عملية فيكسل بجذورها إلى تلك التي قدمها الاقتصادي الإنكليزي هنري ثورنتون. تذكر بأن بداية النظرية الميكانيكية هو «مروحية أموال» (مصطلح اقتصادي يشير إلى فكرة التوزيع العشوائية للمال المجاني بين المستهلكين في محاولة لتحفيز زيادة الصرف وبالتالي تحريك عجلة الاقتصاد). تدّعي نظرية فيكسل أن زيادة إصدار النقود ستؤدي إلى ارتفاع الأسعار، إلا أن الزيادة الأصلية داخلة المنشأ، نشأت من قبل ظروف مسبية للقطاعات الحقيقية والمصرفية. يرى فيكسل أنه بوجود المال الائتماني، سيوجد هناك معدلان للفائدة: المعدل الطبيعي ومعدل المال. المعدل الطبيعي هو المردود العائد على رأس المال أو معدل الربح الحقيقي. يمكن اعتباره تقريبًا معادلًا لكونه منتجًا هامشيًا لرأس مال جديد.  ومعدل المال بدوره هو معدل الفائدة على القرض، والذي هو جانب مالي آخر. وهكذا، يُنظر على الائتمان بكونه مالًا. توفر المصارف ائتمانًا عبر إنشاء ودائع مالية يمكن للمقترضين سحبها. نظرًا لتشكيل الودائع جزء من أرصدة النقود الحقيقية، إذن يمكن للبنك، في جوهره، «خلق» النقود.

## اقتصاديون تأثروا بفيسكل
- جون مينارد كينز
- فريدريش فون هايك
- جيمس بوكنان جونيور
- غونار ميردل
- لودفيج فون ميزس
- غوستاف كاسل
- بيرتل أولين
- كاتسوهيتو إيواي
- إدوارد جاي نيل
- توماس إم. همفري

## روابط خارجية
- كنوت فيكسل على موقع الموسوعة البريطانية (الإنجليزية)